# Grundtjärnen (Sorsele socken, Lappland)
Grundtjärnen är en sjö i Sorsele kommun i Lappland och ingår i Umeälvens huvudavrinningsområde.